# Torre del Pirulico
La torre del Pirulico, atalaya del Peñón o torre de los Diablos es una atalaya o torre de vigilancia costera situada en el municipio de Mojácar (al sur de la Torre de Macenas), provincia de Almería, Andalucía, España.
Es una atalaya nazarí, construida entre los siglos XII y XIV y que se seguiría usando como torre de vigilancia durante el siglo XVI. Fue restaurada el año 2009. Código AL-CAS-127.

## Descripción

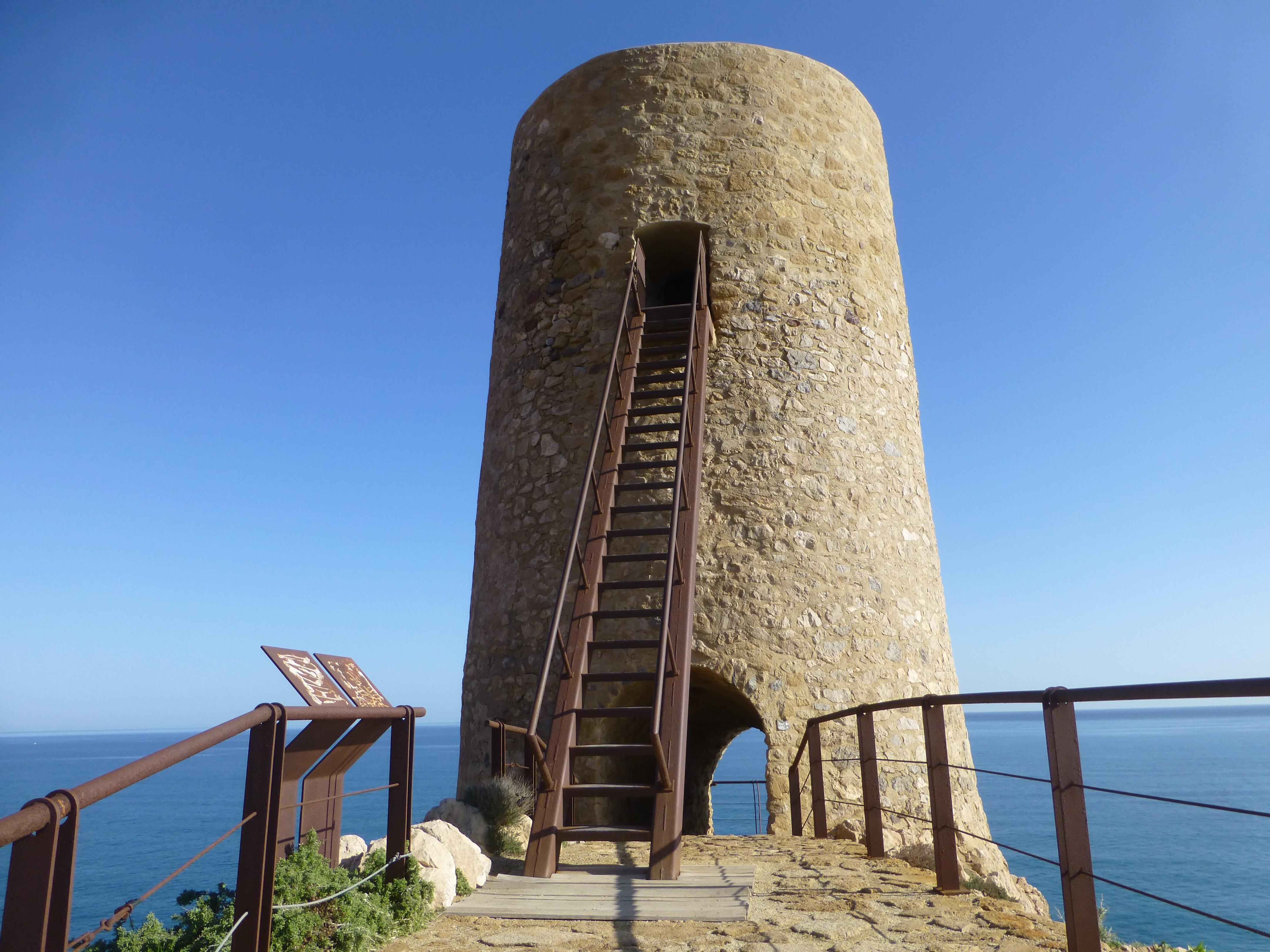
Escalera de acceso.

La torre tiene una forma troncocónica y está construida en mampostería realizada con piedra del lugar y mortero de cal. La entrada se realiza por una puerta de arco rebajado situada a unos 7 metros de altura a la que hoy se puede acceder mediante una escalera metálica fija. En su interior posee una estancia de la que parte una escalera interna de un tramo curvo que permite acceder a la azotea de la torre.
La parte inferior de la torre tiene un hueco que permite atravesarla para acceder al borde del acantilado sobre el que la torre está construida.

## Protección
Está catalogada como Bien de Interés Cultural con la categoría de monumento.
Se encuentra bajo la protección de la Declaración genérica del Decreto de 22 de abril de 1949 y la Ley 16/1985 de 25 de junio (BOE número 155 de 29 de junio de 1985) sobre el Patrimonio Histórico Español. La Junta de Andalucía otorgó un reconocimiento especial a los castillos de la Comunidad Autónoma de Andalucía en 1993. Es de acceso libre.

## Galería

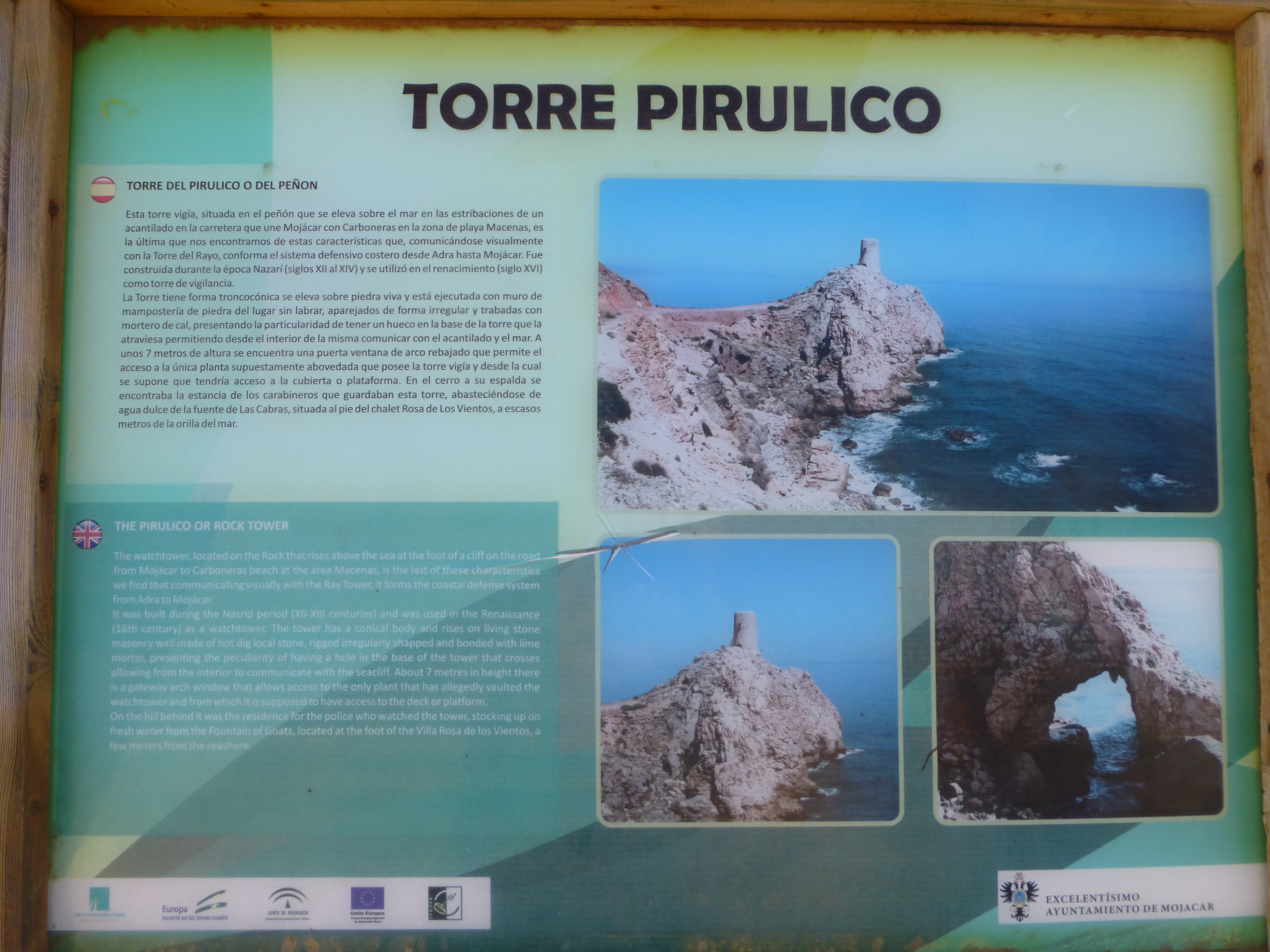
Panel informativo.
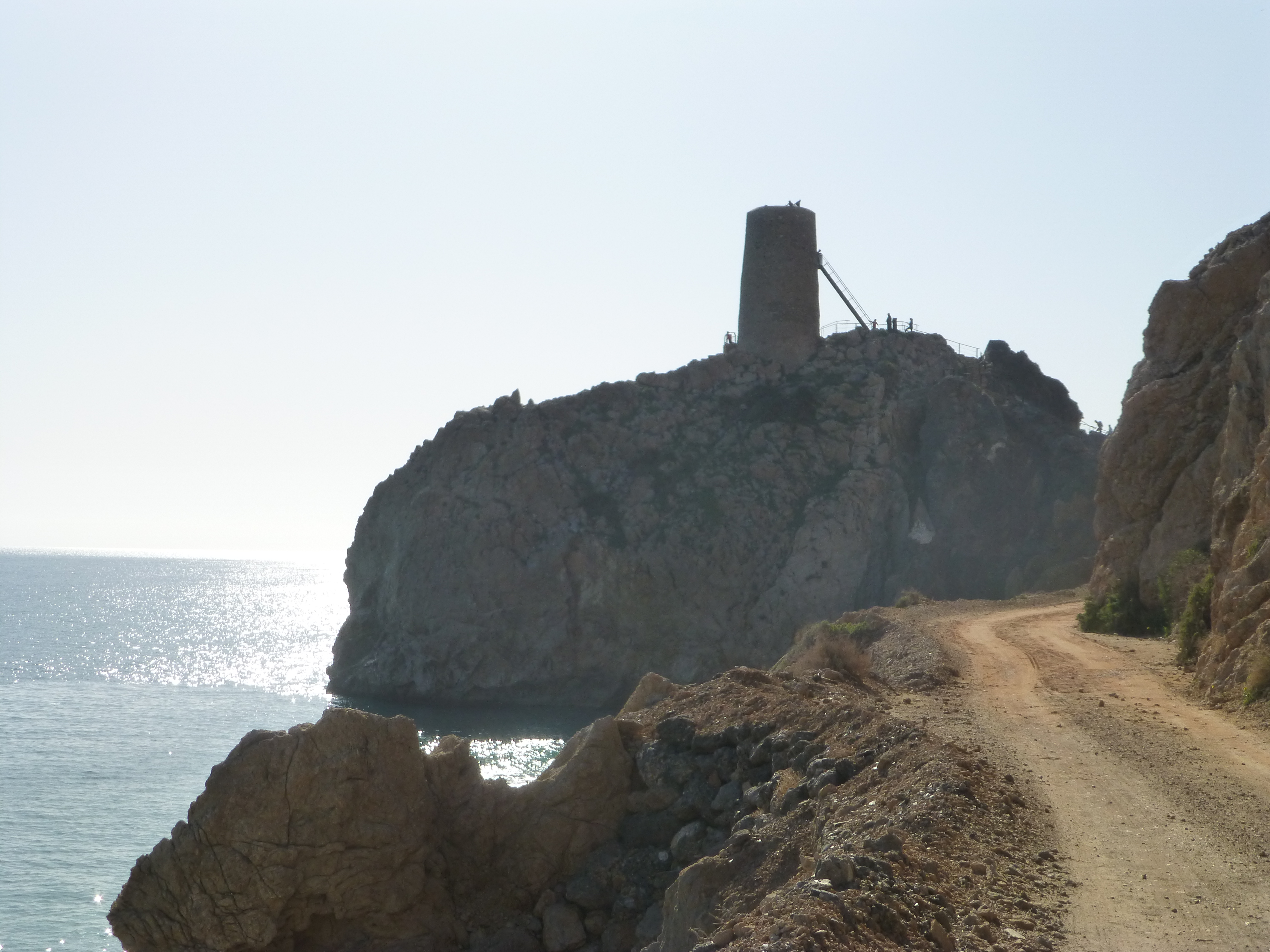
Vista desde el norte.
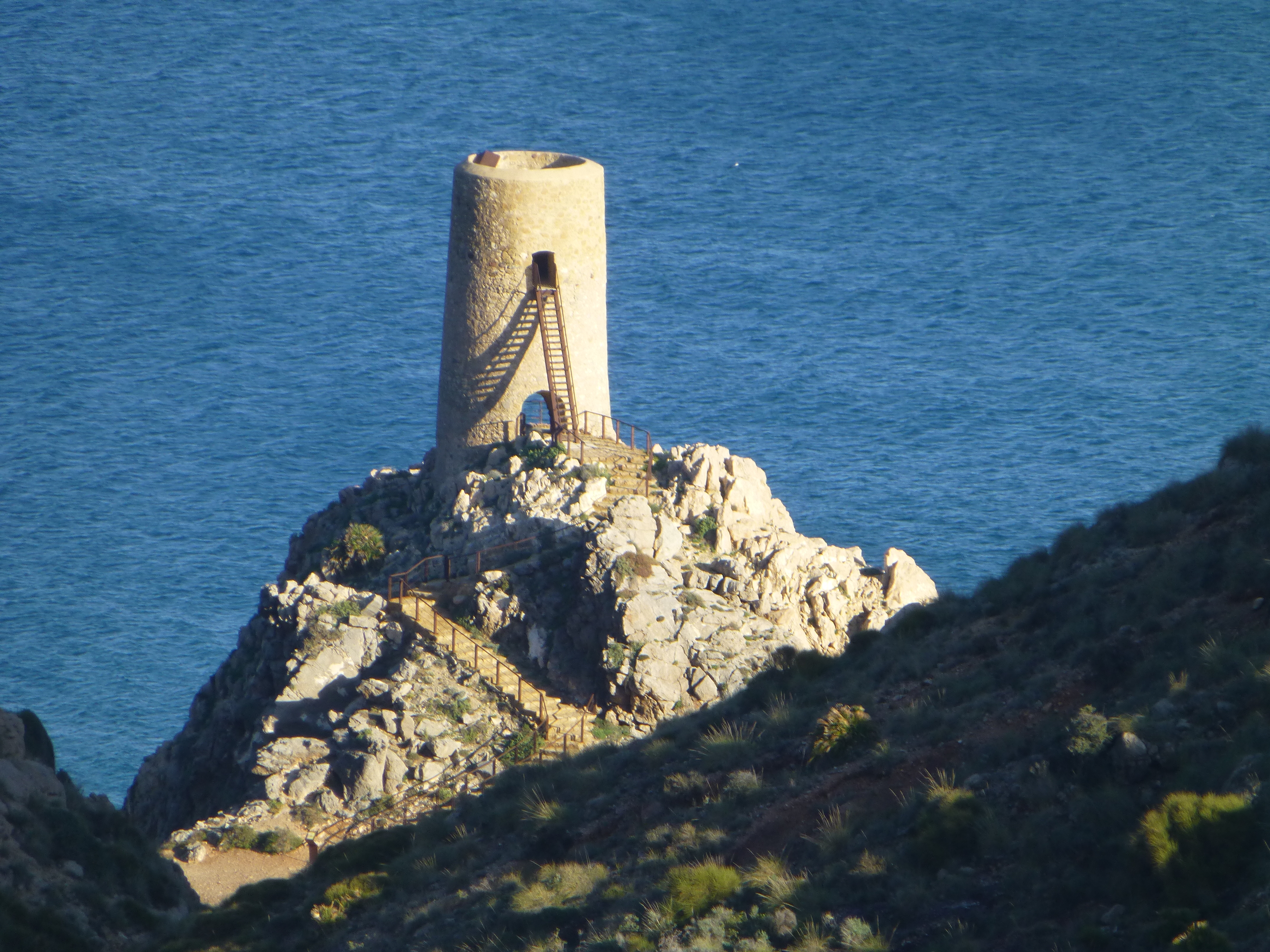
Vista desde el oeste.
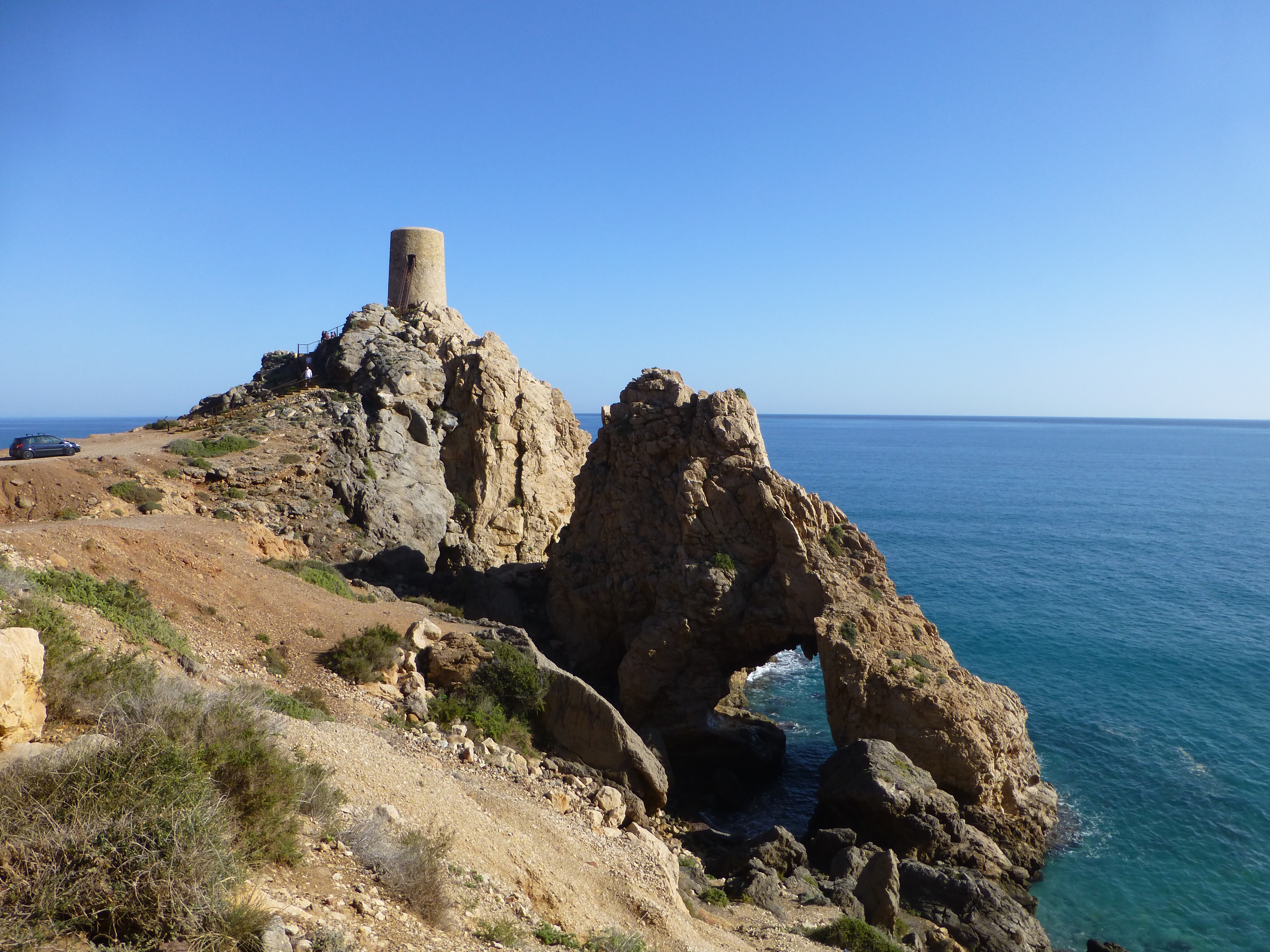
Vista general con el arco de piedra